# Juan Oliver (pintor)

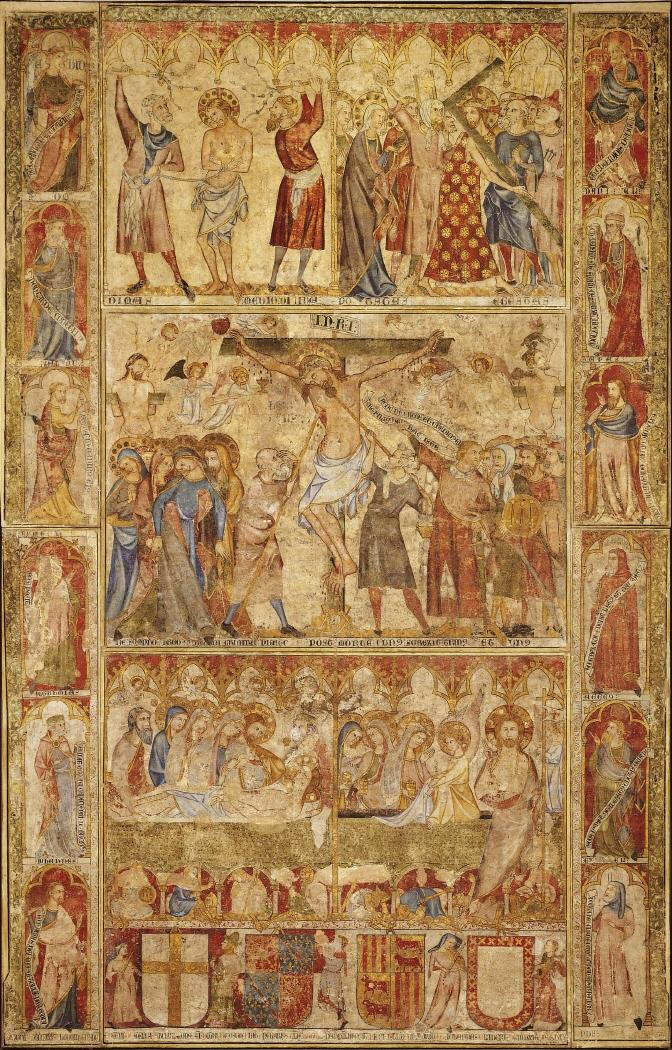
Escenas de la Pasión de Cristo. 1335. Pintura mural al temple pasada a lienzo, 586 x 375 cm. Museo de Navarra, procedente del refectorio de la Catedral de Pamplona.

Juan Oliver fue un pintor de estilo gótico lineal o protogótico activo en Navarra, en la primera mitad del siglo XIV, autor en 1335 de un mural con escenas de la Pasión de Cristo en el refectorio de la Catedral de Pamplona. A él se le atribuyen algunas otras pinturas murales en diversos templos navarros

## Pintor de Pamplona
Juan Oliver queda documentado en un albarán de pago fechado en 1332 como «pintor de Pamplona». Se trata, con mucha probabilidad, del mismo Joan Oliver —quizá de origen inglés— al que se encuentra documentado en los archivos de la Curia pontificia trabajando en Aviñón entre 1316 y 1321, en tiempos del papa Juan XXII, como colaborador del tolosano Pierre du Puy (Petrus de Podio) en la decoración del palacio papal.
No habrá otras noticias de su presencia en Pamplona hasta 1366, cuando se menciona a un Johan Oliver con residencia en la Rúa Mayor del Burgo de San Cernín, mención repetida en 1379 y 1390. Parece claro que no se trate de la misma persona sino de una saga de al menos tres generaciones de pintores que tuvieron su taller en Pamplona, encabezada por el autor del mural del testero de la catedral pamplonesa.

## Pinturas murales

### Mural del refectorio de la Catedral de Pamplona
En 1335, tres años después de aparecer citado como pintor de Pamplona, ejecutó la pintura mural del testero del refectorio de la catedral, según la inscripción en letra gótica al pie de la pintura en la que se lee: 

ANNO : D(OMI)NI : M:CCC:XXX : ET Vº DOMINUS: IO(H)AN(N)ES PETRI DE STELLA: ARCHDIACONUS S(AN)C(T)I PETRI DE OSUN: FUIT OPERARIUS E(C)CL(ES)IE B(E)ATE S(ANTCTE) M(ARIAE) PAMPIL(O)N(ENSIS): FEICIT FIEREI ISTUD REFERTORIU(M): ET IOHANNES OLIVERI DEPINXIT ISTUD OPUS. (Año del Señor mil trescientos treinta y cinco. Yo, don Juan Périz de Estella, archidiácono de San Pedro de Usún. Fue encargado de la iglesia de Santa María de Pamplona, hizo hacer este refectorio y Juan Olivier pintó esta obra.)

El mural, pintado al temple y pasado a lienzo, conservado actualmente en el Museo de Navarra, aparece dividido en tres cuerpos horizontales y banco a la manera de un retablo. En él se representan escenas de la pasión, muerte y resurrección de Cristo —Flagelación y Jesús con la cruz a cuestas en el cuerpo superior, la Crucifixión, con Longinos, Estefatón, las Marías con san Juan y ángeles recogiendo la sangre vertida por Cristo en el central, y el Santo Entierro con la Resurrección en el inferior— con cinco juglares y los escudos del obispo Arnaldo de Barbazán, las casas de Évreux y Foix-Bearne y el arcediano Miguel Sánchez de Asiáin en el banco. El conjunto se completa con dos bandas laterales en las que están representados en cada una de ellas seis profetas portadores de filacterias. También sería suya una cabeza de Cristo en marco ojival localizada originalmente en la escalera de acceso al púlpito del lector del mismo lugar, pasada a lienzo y trasladada al museo a la vez que el gran mural de la Pasión.

### Otras pinturas atribuidas
Al mismo Oliver, autor del mural pamplonés, se atribuyen la decoración del presbiterio de la iglesia de San Julián de Ororbia, el ciclo de Santa Ágata en Olloqui, y el ábside de la Iglesia del Crucifijo en Puente la Reina.

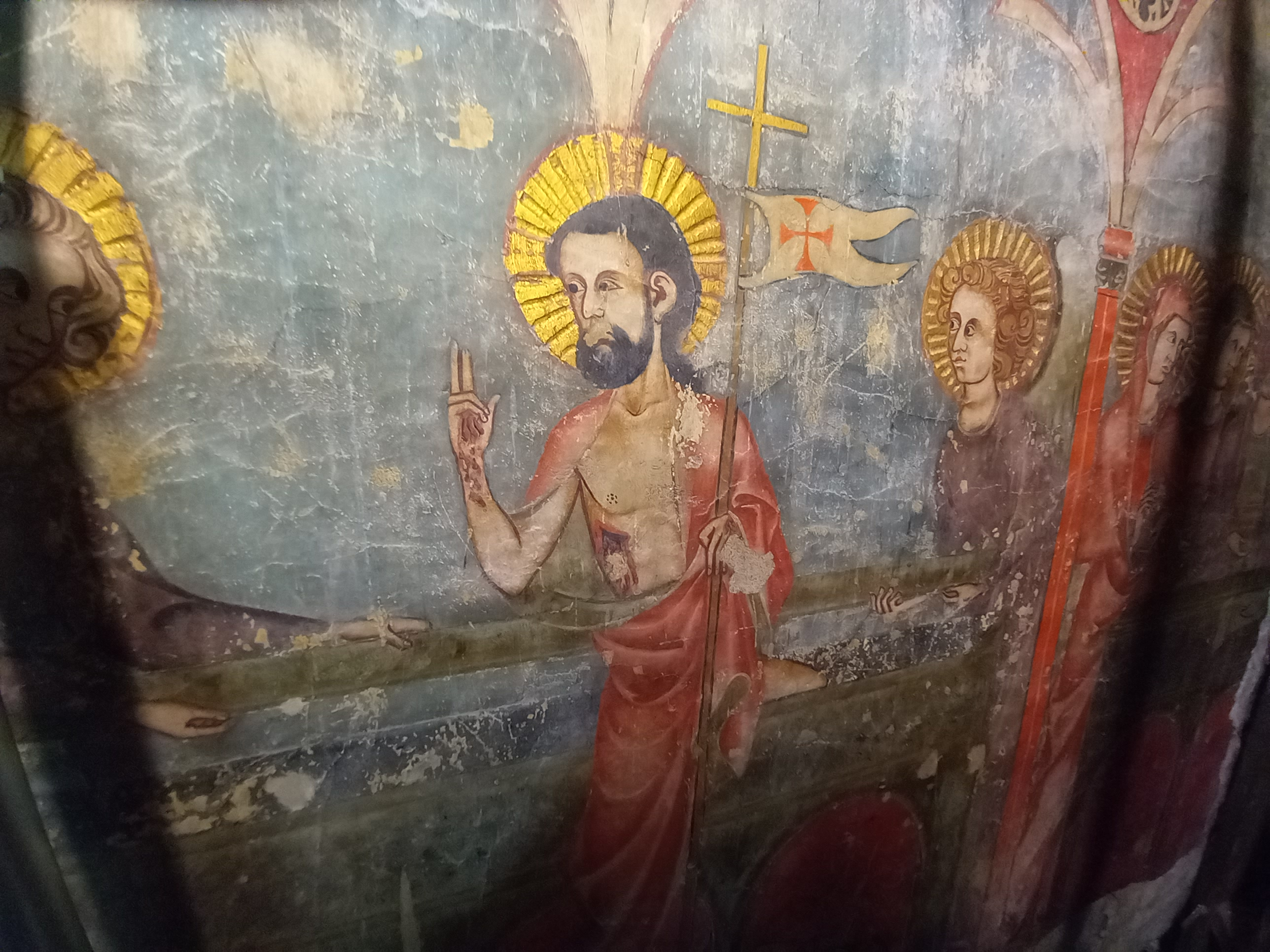
Detalle de la escena de la Resurrección en el mural de Ororbia

Entre ellas destaca, por su dimensión y composición, la pintura mural de San Julián de Ororbia; este mural quedó cubierto por el retablo renacentista realizado entre 1523 y 1530, y de algún modo descubierto al restaurar ese retablo en los años 2007-2008. Posiblemente la pintura mural ocupó los cinco paños del presbiterio, aunque actualmente solo se conservan, y deterioradas, las pinturas que cubren los tres paños centrales, que son los que quedaron tapados por el retablo. La decoración de estos paños presenta tres bandas horizontales, que cubren el central y aproximadamente la mitad de los paños laterales, pues los que no cubrió el retablo se han perdido. La banda inferior comienza a unos cuatro metros del suelo, y presenta siete escenas del ciclo del Calvario. La banda que se sitúa sobre esta primera presenta solo seis escenas, pues la que ocuparía la parte central coincide con una ventana con celosía, también decorada. Las escenas representadas en este registro desarrollan el ciclo de la Infancia de Cristo. De la banda superior solo se conservan las pinturas del paño central, a uno y otro lado de la ventana que arranca de la segunda banda; la imagen de un ángel que toca una trompeta, y algunos otros restos, permiten suponer que en su conjunto estaban representados el Triunfo de Cristo o el Juicio Final.

## Estilo y características
El sentido narrativo de las composiciones del mural del refectorio de la catedral de Pamplona, pero también el del presbiterio de San Julián de Ororbia,  tanto como la elegante y delicada ejecución de las esbeltas figuras evidencian una estrecha relación con el arte practicado en los talleres de Aviñón —a su vez influidos por la pintura italiana del trecento— y con la miniatura inglesa. En este sentido M.ª del Carmen Lacarra ha señalado la posible utilización como modelos de dibujos procedentes de la Europa septentrional, tanto continental como insular. Concretamente Oliver podría haberse servido para algunas de las cabezas de Cristo de las iluminaciones de las Chronica maiora y Chronica minora de Matthew Paris, monje inglés de la abadía de San Albano, cuyos originales se conservan en el Corpus Christi College de Cambridge, y para la figura del rey David entre los profetas de uno de los dibujos a pluma sobre vitela que iluminan un manuscrito del Credo de Jean de Joinville conservado en la Biblioteca Nacional de París, demostrándose el contacto con las corrientes artísticas europeas.
Características similares presenta la decoración del presbiterio de San Julián de Ororbia, no solo por los temas, sino también por el tipo de distribución de las imágenes, el lenguaje artístico y expresivo e incluso la técnica. Similares son también los elementos decorativos, así las arquerías lobuladas que cobijan las distintas escenas en Ororbia y también, con la excepción del cuerpo central con el Calvario, en el mural del refectorio de la catedral de Pamplona. Similares son, asimismo, las composiciones utilizadas en el ciclo del Calvario de Ororbia y en el del refectorio de la Catedral de Pamplona.